# Weddelka arktyczna
Weddelka arktyczna, foka Weddella (Leptonychotes weddellii) – gatunek drapieżnego ssaka z rodziny fokowatych (Phocidae). Żyje w morzach Antarktyki i na południowych wyspach subpolarnych. Osobniki migrujące docierają niekiedy do wód otaczających Australię, Nową Zelandię, czy też Amerykę Południową. Spotykana dosyć często, w 1984 roku oszacowano liczebność tego gatunku na 800 tysięcy osobników. 

## Taksonomia
Gatunek po raz pierwszy zgodnie z zasadami nazewnictwa binominalnego w 1826 roku francuski przyrodnik René Lesson nadając mu nazwę Otaria weddellii. Jako miejsce typowe odłowu holotypu Lesson wskazał wybrzeża Orkadów Południowych. Jedyny przedstawiciel rodzaju wedelka (Leptonychotes) który nazwał w 1874 roku amerykański teriolog Theodore Nicholas Gill.
Autorzy Illustrated Checklist of the Mammals of the World uznają ten gatunek za monotypowy. 

### Etymologia
- Leptonyx: gr. λεπτος leptos „delikatny”; ονυξ onux, ονυχος onukhos „pazur”[19].
- Leptonychotes: gr. λεπτος leptos „delikatny”; ονυξ onyx, ονυχος onykhos „pazur”[19].
- Poecilophoca: gr. ποικιλος poikilos „barwny, srokaty”; rodzaj Phoca Linnaeus, 1758 (foka)[20].
- weddellii: James Weddell (1787–1834), angielski żeglarz który dowodził wyprawą która odkryła Orkady Południowe[21].

## Zasięg występowania
Weddelka arktyczna występuje w wodach okołobiegunowych na Oceanie Południowym. Czasami odbywają dalekie wędrówki po Australię, Nową Zelandię i Amerykę Południową, jednak nie robią tego regularnie.

## Morfologia
Długość ciała samic 300–330 cm, samców 280–290 cm; masa ciała około 400–600 kg. Noworodki osiągają długość około 120 cm i ciężar około 25–30 kg. Samce mają grubszą szyję oraz szerszą głowę i pysk od samic. Foki Weddella mają czarne barki i głowę, a także ciemnożółty lub brunatny grzbiet. Jego boki są jaśniejsze i pokryte podłużnymi ciemnymi plamami. W ciągu roku ubarwienie futra zmienia się, tuż po linieniu jest najciemniejsze, zaś z biegiem czasu jaśnieje. Młode po urodzeniu są jasnoszare, ale już po 3–4 tygodniach linieją i zmieniają ubarwienie. Wzór zębowy: I {\displaystyle {\tfrac {2}{2}}} C {\displaystyle {\tfrac {1}{1}}} P {\displaystyle {\tfrac {3}{3}}} M {\displaystyle {\tfrac {2}{2}}} = 36. 

## Ekologia
Weddelki arktyczne preferują siedliska w strefie szybkiego płynięcia lodu niż na lodzie dryfującym. Takie położenie terytorium pozwala na korzystanie z wodnych dóbr pokarmowych przez cały rok oraz na ochronę młodych przed atakiem ze strony orek i lampartów morskich. Samce bronią swoich terytoriów, zakładanych w pobliżu otworów oddechowych w lodzie.

### Odżywianie
Gatunek ten odżywia się głównie rybami. W jego diecie znajduje się m.in. ryba Pleurogramma antarcticum. Foki te najczęściej nurkują na głębokość 200–400 m, gdyż na niej głównie występują P. antarcticum. Potrafią spędzić nawet kilkadziesiąt minut na głębokości dochodzącej do 500 m. Drugim ważnym składnikiem ich diety są głowonogi. Aktywne dorosłe osobniki spożywają 50 kg pożywienia dziennie, wypoczywającym wystarcza 10 kg. 

### Rozród
Osobniki tego gatunku zwykle żyją pojedynczo, w grupy zbierają się tylko w czasie rozrodu. Samice osiągają dojrzałość płciową po trzecim roku życia, samce zaś między 4 a 6 rokiem. Zapłodnienie odbywa się tuż przed usamodzielnieniem się młodych (przełom listopada i grudnia). Ciąża trwa 9–10 miesięcy. Narodziny przypadają na okres od września do listopada. Poród trwa do kilku minut. Młode foki Weddella zaczynają pływać po około 2 tygodniach. Potrafią wtedy wstrzymać oddech na 5 minut i zanurkować do głębokości nawet 100 m. Samice opiekują się młodymi przez 6–7 tygodni, opuszczają je, gdy są one zdolne do samodzielnego polowania oraz posiadają odpowiednio grubą warstwę izolacyjną, aby przetrwać w niskiej temperaturze.
Średnia długość życia tego gatunku wynosi 17 lat. 

## Znaczenie w ochronie środowiska i gospodarce
Jest to gatunek najmniejszej troski. Dane wskazują, że jego populacja jest względnie stabilna. Lekkie wahania obserwuje się na przełomie lipca i sierpnia. Zmienność ta jest prawdopodobnie spowodowana imigracją zwierząt urodzonych poza obszarem badań. W 1984 roku oszacowano liczebność tego gatunku na 800 tysięcy osobników. Foki Weddella są chronione na mocy Konwencji o ochronie fok antarktycznych oraz Konwencji o zachowaniu żywych zasobów morskich Antarktyki.
W latach 70. i 80. mieszkańcy stacji w McMurdo polowali na te foki, aby używać ich jako pokarm dla psów podczas zimy. Obecnie nie obserwuje się intensywnych polowań na ten gatunek.

## Aktualne kierunki badań
Badania nad opisywanym gatunkiem dotyczą głównie wyjaśnienia jakie fizjologiczne i behawioralne przystosowania organizmu wpływają na możliwość nurkowania przez długi czas na dużych głębokościach.

## Status zagrożenia
W Czerwonej księdze gatunków zagrożonych Międzynarodowej Unii Ochrony Przyrody i Jej Zasobów został zaliczony do kategorii LC (ang. least concern „najmniejszej troski”).